# マリネ

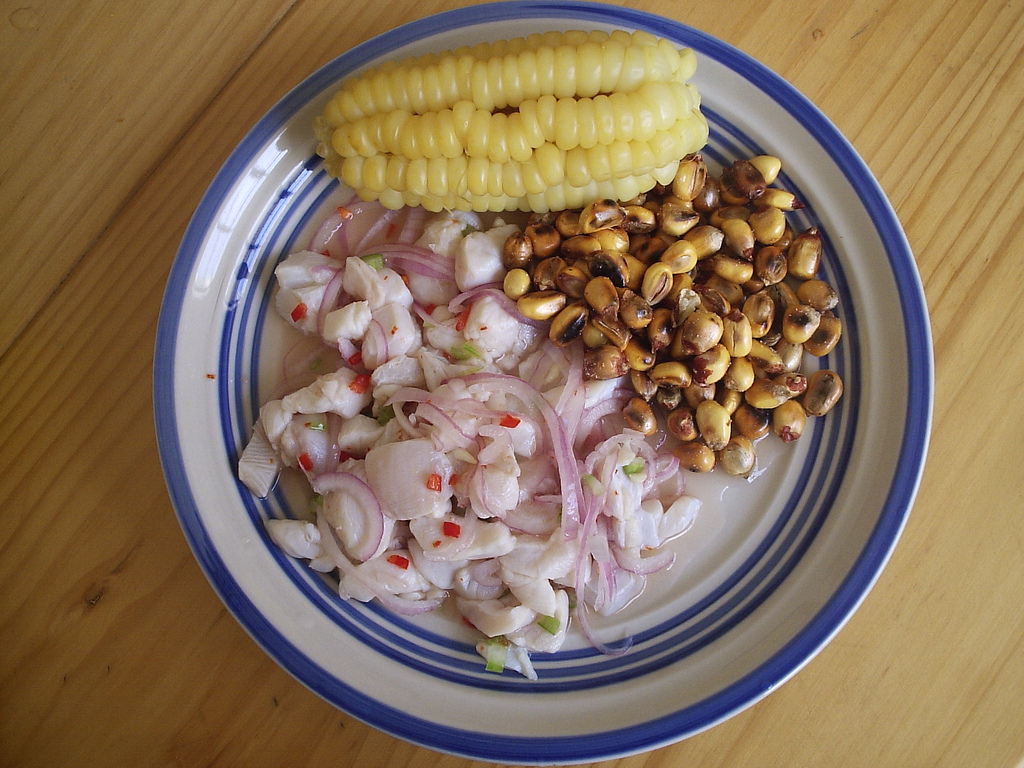
白身魚のマリネ（ペルー）

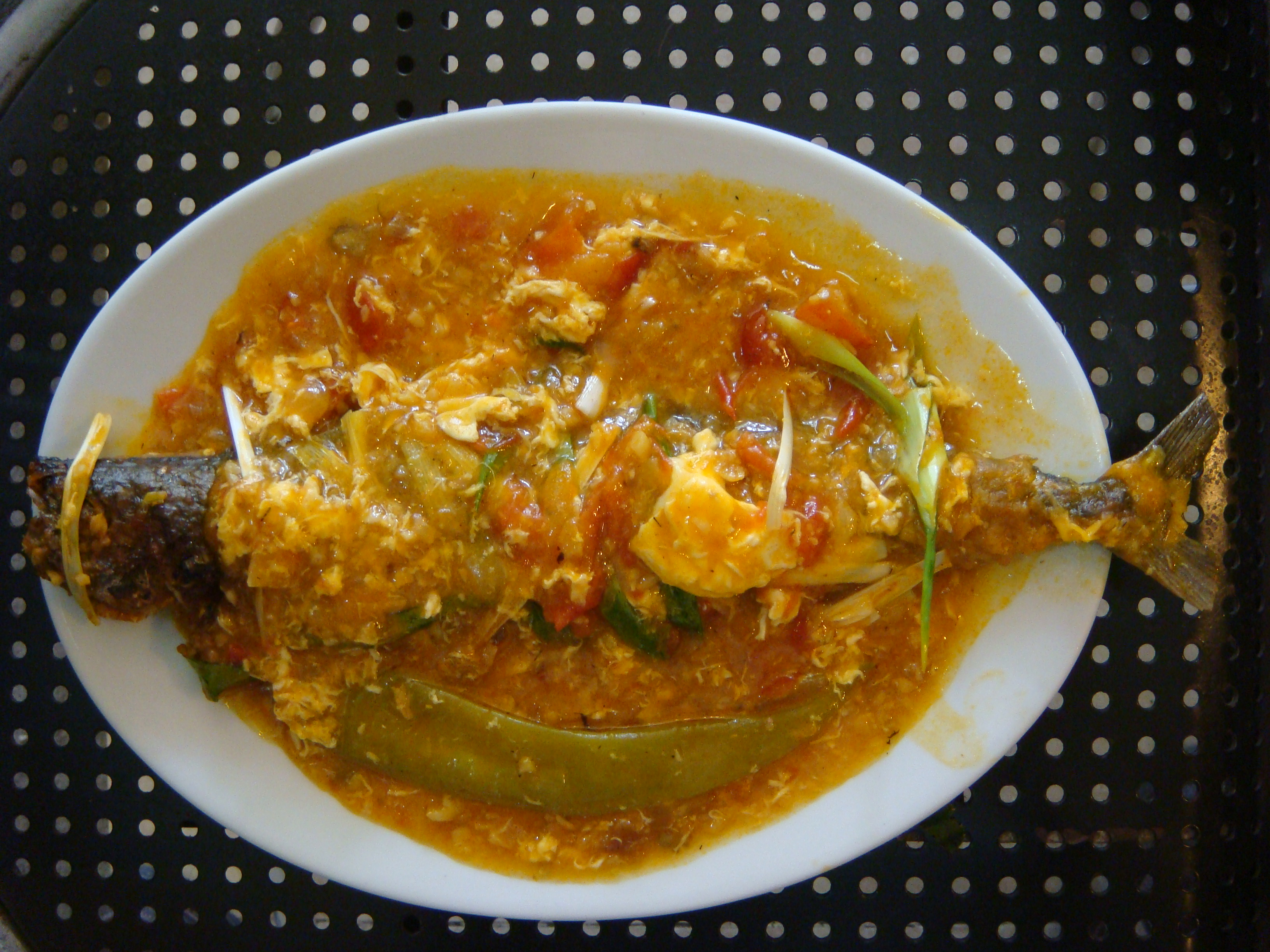
ヨコシマサワラのエスカベシュ

マリネとは、肉・魚（スモークサーモン、ニシンなど）・野菜（タマネギなど）等を、酢やレモン汁などからなる浸し汁に浸す調理法、またその料理を言う。「マリナード（仏: marinade）」、「マリネード（英: marinade）」とも呼ばれる。
素材に風味をつけたり、柔らかくしたりする目的の下ごしらえであるが、浸し汁に浸した状態のままでも食される。一般に南欧の調理法として知られているが、実際には世界中で広く散見される。
浸し汁（これも「marinade」と呼ばれる）は、酢やレモン汁、ワイン、塩水などから作られる。風味を良くするために、油や香草・香辛料を加えることが多い。漬ける時間は比較的短く、多くは発酵を伴わない。
日本の南蛮漬けはマリネといえる。スペイン料理のエスカベシュなどもマリネに該当する。中南米ではセビチェというマリネ料理がよく食べられている。

## 呼称について
日本語の「マリネ」はフランス語の「mariné」に由来するが、フランスではこの調理法・料理は、マリネではなく「マリナード」と呼ばれる。「mariné」は、動詞 「mariner（マリネにする）」の過去分詞、またはそこから派生した形容詞で、「マリネにされた」「マリネの」の意。したがって、現地でこの語を用いる場合は、「saumon mariné」といったように、必ず被修飾語を伴う。「mariner」の語源は、古フランス語の 「marin（「海の」の意）」と言われ、元々は海水に漬けていたことが示唆される。
日本語では、イタリア語由来の「マリナータ」も用いられる。イタリア語で「マリネする」を意味する動詞 marinare の過去分詞から派生した形容詞が marinato で、女性名詞を修飾する場合は語尾変化で marinata となる。また、marinata はマリネ用の漬け汁を表す名詞としても用いられる。

## マリナード
漬け込むマリネ液をマリナードという。
ワインや酢、油、レモン汁などに香味野菜、香辛料、調味料を入れて作る。マリナードには非加熱、加熱、即席の種類がある。
- 非加熱マリナードでは材料を混ぜて作ったマリナードを加熱せずに食材を漬け込む。
- 加熱マリナードではマリナードの材料を加熱し冷めてから食材を漬け込む。比較的大きな塊肉などの風味をよくするために使われる。
- 即席マリナードでは漬け込むというより振り掛けて風味付けをする。グリルの前や薄く切った魚など小さい材料で行われる[1]。